# イラリオン (アルフェエフ)
イラリオン（修道誓願前の姓：アルフェエフ、ロシア語: Иларион (Алфе́ев), 英語: Hilarion (Alfeyev)、1966年7月24日 - ）は、ロシア正教会の府主教。渉外局長・モスクワ教区副主教・ヴォロコラムスクの府主教。聖職者であり、神学者であり、歴史学者であり、作曲家である。

## 経歴

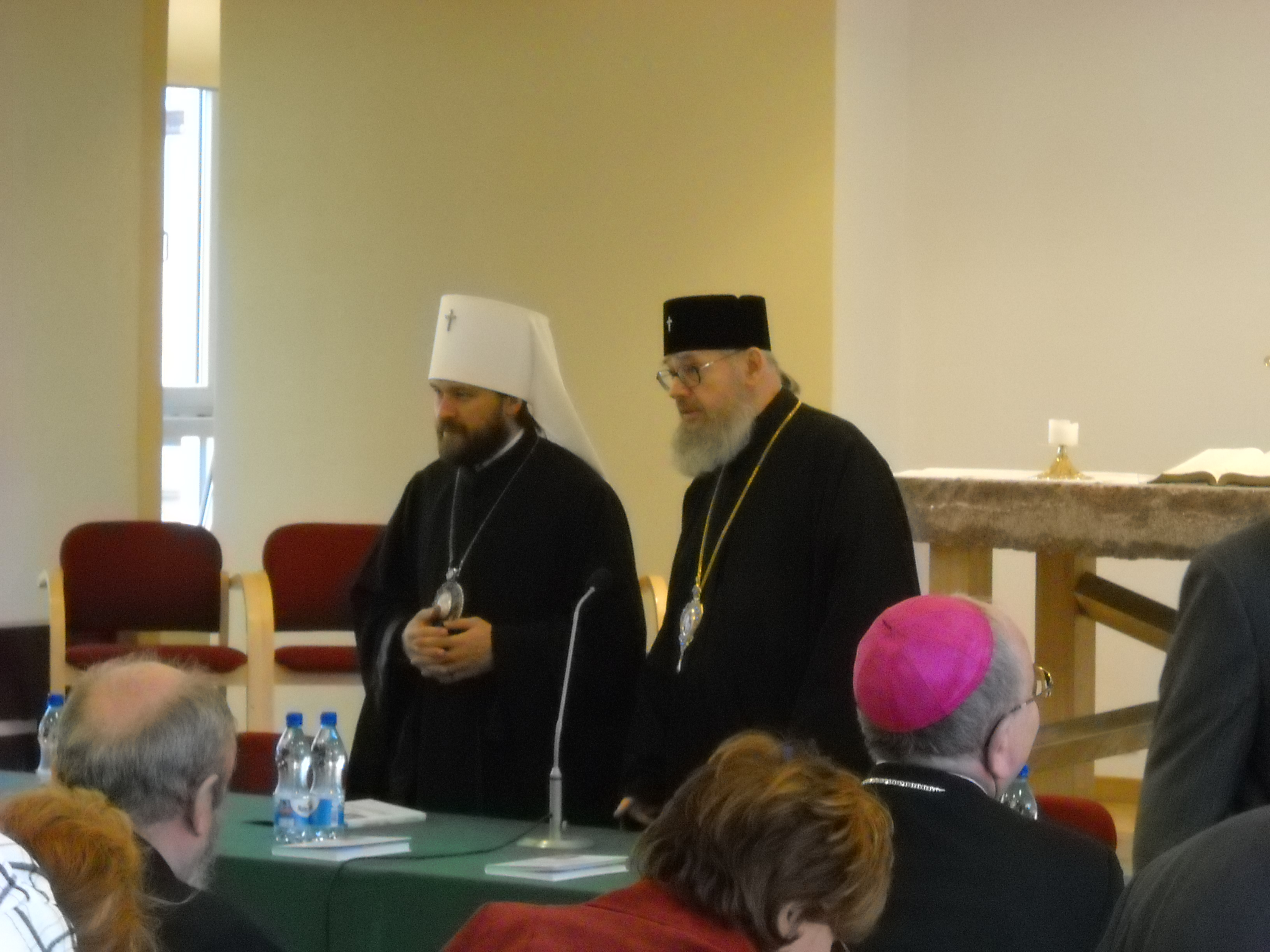
ポーランド正教会のイェレミアシュ大主教とともに。府主教位を示す白いクロブークを被っている。

1966年7月24日、モスクワに生まれる。モスクワ音楽学校ほかでヴァイオリン・ピアノ・作曲等の音楽教育を受けた。1984年から1986年まで兵役につき、その任務を終えてから、1987年1月、ヴィリニュスの聖神修道院で修道士となる。同年6月21日に輔祭に叙聖され、同年8月19日に司祭に叙聖された。その後、1989年にモスクワ神学校を卒業、1991年にモスクワ神学大学を卒業。
1991年から1993年まで、教義神学、新約研究、ビザンツ帝国時代のギリシャ語を、モスクワの諸神学校で教えた。1995年には博士論文である「新神学者シメオンと正教会の伝統」を、カリストス・ウェア主教（肩書き当時）の指導下にオックスフォード大学にて書き上げた。
1995年から2001年まで、ロシア正教会渉外局キリスト教関係部書記を務める。1998年には世界教会協議会に対する正教会の関与のあり方に関連した「エキュメニカル運動に関する諸問題を討議する正教会間会合」に出席した。
2001年12月27日には主教に叙聖。2003年5月7日にはウィーンおよびオーストリアの主教に着座した。
2009年3月31日、モスクワ総主教キリル1世による人事刷新により、ロシア正教会渉外局長・モスクワ教区副主教・ヴォロコラムスクの主教に着任する事が発表された。
2009年4月20日（光明週間月曜日）に、ヴォロコラムスクの大主教に昇叙。2010年2月1日のキリル1世総主教着座1周年記念の聖体礼儀において、府主教に昇叙された。
2022年2月のロシアによるウクライナ侵攻に対する沈黙を理由として、スイスのフリブール大学での教職の立場を停止させられている。

## 作曲家として
初期の世俗曲の他、「混声合唱のための聖体礼儀」（2006年）、「徹夜祷（晩祷）」（2006年）といった正教会の奉神礼のための作曲がある。正教会の聖歌は無伴奏声楽である事が基本的原則であるため、これらの作曲は全て無伴奏声楽である。
また、「オーケストラと合唱と独唱者のためのマトフェイ受難曲（Страсти по Матфею）」（2006年）、「少年合唱・混声合唱と大オーケストラのための降誕祭オラトリオ（Рождественской оратории）」（2007年）といった、奉神礼以外の場における宗教曲も作曲している。これらは奉神礼の場で用いるものではなく演奏会用なので、楽器も用いられている。